# Jakow Rylski
Jakow Anufrijewicz Rylski (ros. Яков Анйфриевич Рыльский, ur. 25 października 1928 w Aleksandrowce, zm. 9 grudnia 1999 w Moskwie) – radziecki szablista, dwukrotny medalista olimpijski i wielokrotny medalista mistrzostw świata.
Na igrzyskach olimpijskich w Melbourne w 1956 roku reprezentacja ZSRR w składzie: Lew Kuzniecow, Jakow Rylski, Jewhen Czerepowśkyj, Dawid Tyszler i Leonid Bogdanow zdobyła drużynowo brązowy medal. W zawodach indywidualnych odpadł w ćwierćfinałach. Na rozgrywanych cztery lata później igrzyskach olimpijskich w Rzymie był piąty drużynowo i ósmy indywidualnie. Brał też udział w igrzyskach olimpijskich w Tokio w 1964 roku wspólnie z Umiarem Mawlichanowem, Markiem Rakitą, Borisem Mielnikowem i Nugzarem Asatianim wywalczył drużynowo złoty medal. Indywidualnie był czwarty, w rundzie finałowej uzyskał tyle samo punktów co Mawlichanow, w walce barażowej o brązowy medal Rylski przegrał z Mawlichanowem 3:5.
Podczas mistrzostw świata w Rzymie w 1955 roku razem z Bogdanowem, Czerepowśkym, Kuzniecowem i Tyszlerem zajął trzecie miejsce w zawodach drużynowych. W tej samej konkurencji zdobywał następnie złoty medal na mistrzostwach świata w Paryżu (1965), srebrne medale na mistrzostwach świata w Paryżu (1957), mistrzostwach świata w Filadelfii (1958), mistrzostwach świata w Turynie (1961), mistrzostwach świata w Gdańsku (1963) i mistrzostwach świata w Moskwie (1966) oraz brązowe na mistrzostwach świata w Budapeszcie (1959) i mistrzostwach świata w Buenos Aires (1962). Ponadto trzykrotnie zdobywał złote medale w turniejach indywidualnych: na MŚ 1958, MŚ 1961 i MŚ 1963.
W latach 1954–1958 zdobywał indywidualne mistrzostwo ZSRR.
Odznaczony medalem „Za pracowniczą dzielność”. Po zakończeniu kariery pracował jako trener.